# Lega Nazionale A 1959-1960 (hockey su ghiaccio)
La stagione 1959-1960 del campionato svizzero di hockey su ghiaccio ha visto campione l'HC Davos.

## Classifica Finale
|   | Classifica      | G  | V  | N | P  | GF | GS  | Dif | Pt |
| - | --------------- | -- | -- | - | -- | -- | --- | --- | -- |
| 1 | Davos           | 14 | 10 | 0 | 4  | 80 | 46  | +34 | 20 |
| 2 | ZSC Lions       | 14 | 9  | 1 | 4  | 76 | 45  | +31 | 19 |
| 3 | Berna           | 14 | 7  | 2 | 5  | 60 | 46  | +14 | 16 |
| 4 | Young Sprinters | 14 | 7  | 0 | 7  | 67 | 57  | +10 | 14 |
| 5 | Basilea Sharks  | 14 | 7  | 0 | 7  | 62 | 65  | -3  | 14 |
| 6 | Losanna         | 14 | 6  | 1 | 7  | 69 | 83  | -14 | 13 |
| 7 | Ambrì-Piotta    | 14 | 6  | 0 | 8  | 56 | 75  | -19 | 12 |
| 8 | Arosa           | 14 | 2  | 0 | 12 | 52 | 105 | -53 | 4  |

LEGENDA:

G=Giocate, V=Vinte, N=Pareggiate, P=Perse, GF=Gol Fatti, GS=Gol Subiti, Dif=Differenza Reti, Pt=Punti

## Spareggio (LNA-LNB)
L'EHC Visp sconfigge l'EHC Arosa 6-4 e viene promosso in prima divisione.

## Classifica Marcatori
|    | Nome          | Squadra     | Gol | Assist | Punti |
| -- | ------------- | ----------- | --- | ------ | ----- |
| 1. | Fritz Naef    | Lausanne HC | 35  | 9      | 44    |
| 2. | Walter Dürst  | HC Davos    | 26  | 15     | 41    |
| 3. | Michel Wehrli | Lausanne HC | 10  | 26     | 36    |